# Вржещ Павло Андрійович
Павло Андрійович Вржещ (англ. Pasha Vrzheshch) — співвласник і креативний директор українського рекламного агентства Banda Agency.
Випускник програми Стенфордського університету The Ukrainian Emerging Leaders.

## Освіта
Павло Вржещ народився 19 липня 1984 року в Джанкої.
2001—2007 — навчавсяч на кафедрі інформаційних технологій в Київський національний університет технологій та дизайну.
2016 року брав участь у програмі «Семінар відповідального лідерства» Aspen Institute.
2019 року навчався у Стенфордському університеті за програмою The Ukrainian Emerging Leaders.

## Професійна діяльність
Розпочав професійну діяльність під псевдонімом Павло Клубнікін зі створення разом з друзями у 2004 році дизайн-студії Republique в Києві.

### Leo Burnett Ukraine
2005 року влаштувався на роботу в Leo Burnett Worldwide, де працював 6 років, був артдиректором.
2010 року обраний президентом Art Director Club Ukraine.

### Banda.agency
В серпні 2011 з Єгором Петровим та Ярославом Сердюком створив креативне агентство «Banda Agency». Впродовж 2015—2020 років агентство посідало перше місце в рейтингу Effie в 2015 та 2020 роках.
У 2018 році, на замовлення Кабінету Міністрів України, «Banda Agency» розробили перший український глобальний бренд — «Ukraine Now», метою якого є формування українського світового бренду, залучення іноземних інвестицій у країну та поліпшення туристичного потенціалу.
У 2018 році агентство виграло фестиваль «Канські леви» за розроблений у співавторстві з агентством Republique проект брендингу Євробачення-2017.
Того ж року «Banda Agency» стало агентством року за версією Red Dot 2018. Проекти агентства змагалися серед 8500 інших робіт з 52 країн.
2020 року відкрив офіс Banda у Лос-Анджелесі.
Клієнтами «Banda Agency» є Comfy, KAN, GoodWine, Puma, ОККО, Uber, Моршинська, OLX, MacPaw, ЛУН, Borjomi, Work.ua, Helen Marlen, Monobank, Privatbank, Reface та інші.
Агентство створює рекламні кампанії для різних країн, серед яких США, Швеція, Іспанія.

### Фотограф
Фотороботи Павла Вржеща потрапили до збірки найкращих рекламних фотографів світу «The 200 Best Advertising Photographers worldwide 2008/2009», складеної Luerzer's Archive. Він став першим українським фотографом, який потрапив до цього списку.

## Громадська діяльність
У 2013 році, під час Революції Гідності, Павло Вржещ з друзями були серед організаторів руху Strikeplakat. Головним завданням руху було формування візуальної частини революції. Плакати зроблені Strikeplakat, були найвідомішими плакатами революції. Однією з найбільш помітних кампаній був проект «Я — крапля в океані» («I am a drop in the ocean»).[джерело?]
У 2020 році, під час пандемії коронавірусу, Павло Вржещ та «Banda Agency» запустили челендж, який пропонує стригтися вдома — агентство вирішило зібрати 1 мільйон гривень та передати гроші на закупівлю засобів індивідуального захисту для лікарів бригад екстреної медичної допомоги. Партнером ініціативи став Фонд «Пацієнти України».

## Нагороди і досягнення
- У грудні 2018 року у рейтингу MC Today «Підприємці року» зайняв перше місце.[22]
- Нагорода Всеукраїнської рекламної коаліції «Слід у рекламі».[23]
- 2020 — учасник рейтингу 100 найвпливовіших українців за версією журналу Фокус[24]
- Входить до списку «200 Best Ad Photographers Worldwide».[6][25]
- Загалом отримав понад 200 нагород фестивалів креативності, включаючи New York festival (2010), Epica, Golden Drum. Два рази був внесений в шорт-лист Cannes Lions.[7][26]